# Les Moutiers-Hubert
Les Moutiers-Hubert (Ausspracheⓘ) ist eine ehemalige französische Gemeinde mit 46 Einwohnern (Stand: 1. Januar 2013) im Département Calvados in der Region Normandie.
Am 1. Januar 2016 wurde Les Moutiers-Hubert im Zuge einer Gebietsreform zusammen mit 21 benachbarten Gemeinden als Ortsteil in die neue Gemeinde Livarot-Pays-d’Auge eingegliedert.

## Geografie
Les Moutiers-Hubert liegt im Pays d’Auge. Rund 20 Kilometer nördlich des Ortes befindet sich Lisieux. Das nordöstlich gelegene Bernay ist gut 30 Kilometer entfernt. Im Süden grenzt Les Moutiers-Hubert an das Département Orne. Die Touques durchfließt den Ort.

## Bevölkerungsentwicklung
| Jahr                             | 1793 | 1836 | 1876 | 1926 | 1946 | 1975 | 1990 | 2013 |
| Einwohner                        | 209  | 263  | 174  | 115  | 89   | 65   | 62   | 46   |
| Quelle: Cassini, EHESS und INSEE |      |      |      |      |      |      |      |      |

## Sehenswürdigkeiten
- Herrenhaus von 1605; ein zugehöriger Taubenschlag ist seit 1927 als Monument historique klassifiziert[3]